# La casa delle 4 ragazze
La casa delle 4 ragazze (The Gold Diggers) è un film muto del 1923 diretto da Harry Beaumont. Prodotto dalla Warner Bros. Pictures, è il primo adattamento per lo schermo della commedia omonima di Avery Hopwood, un successo di Broadway che restò in cartellone al Lyceum Theatre per 282 rappresentazioni. Sia il film che il lavoro teatrale furono prodotti da David Belasco.
Con l'avvento del sonoro, ne fu girato il remake, Gold Diggers of Broadway, diretto da Roy Del Ruth. Protagonisti della storia erano gli attori Nancy Welford e Conway Tearle.
La versione cinematografica più famosa della commedia resta La danza delle luci di Mervyn LeRoy, con le scene danzate dirette e coreografate da Busby Berkeley. Il film fu uno dei più alti incassi del 1933.

## Trama
Wally Saunders vuole sposare Violet Dayne, una ragazza che fa parte del corpo di ballo di una rivista musicale. Ma lo zio di Wally, Stephen Lee, pensa che tutte le ballerine siano delle "gold diggers", delle "cercatrici d'oro" e rifiuta di dare il suo consenso al matrimonio del nipote.
Jerry La Mar, un'amica di Dana, non è neanche lei una alla ricerca dei soldi ma, a causa dell'atteggiamento aggressivo di Stephen, decide di circuirlo al fine di spillargli del denaro. Naturalmente, Stephen e Jerry cadono innamorati uno dell'altra e finiscono per sposarsi. Le nozze tra i due aprono la strada anche a quelle di Violet con Wally.

## Produzione
Il film fu prodotto dalla Warner Bros. Pictures.

## Distribuzione
Distribuito dalla Warner Bros. Pictures, il film uscì nelle sale cinematografiche USA il 22 settembre 1923. In Italia uscì nel 1926.